# Copa Intercontinental FIBA
A Copa Intercontinental da FIBA (em inglês: FIBA Intercontinental Cup), também conhecido como Mundial de Clubes de Basquete, é uma competição masculina de basquetebol organizada pela FIBA, disputada anualmente.

## História
Organizada pela FIBA, teve seu primeiro período de disputa entre os anos de 1966 e 1987, exceto no ano de 1971. Nesse período, o número de participantes variou de quatro a dez. Em 1973, adotou o nome oficial de Copa Intercontinental William Jones, em homenagem ao secretário-geral da FIBA, Renato William Jones. Foi realizada mais uma vez no ano de 1996 com apenas dois participantes e em formato de playoff melhor de três.
Em 2013, um acordo entre a Euroliga, FIBA Américas e FIBA, permitiu o relançamento do campeonato entre o campeão da Euroliga e o campeão da Liga das Américas. No mesmo ano, a FIBA anunciou planos de aumentar o torneio para 2014, com a entrada dos campeões do Campeonato Africano de Clubes, do Campeonato Asiático de Clubes, da NBL representando a Oceania, e possivelmente da NBA. No entanto, isso não chegou a acontecer. A partir da temporada 2015-16, devido a uma briga política entre a FIBA e a Euroliga o representante europeu passou a ser o vencedor da Liga dos Campeões, competição que reúne equipes de médio porte do continente, e não mais da Euroliga.
Nas edições de 2019 e 2020, o torneio foi ampliado para quatro participantes, incluindo o campeão da NBA G-League e um representante da cidade-sede. Em 2021, a Liga das Américas foi descontinuada, sendo substituida pela Basketball Champions League Américas. Na edição de 2021, o torneio voltou a ter apenas dois participantes. Em 2022, a Copa Intercontinental voltou a ter quatro times, com o campeão africano substituindo o representante da cidade-sede.
Os campeões da Liga Africana de Basquete (desde 2022) e da Copa dos Campeões da Ásia da FIBA (desde 2023) também recebem uma vaga no torneio. No passado, a FIBA anunciou planos de expandir o torneio para possivelmente incluir as equipes campeãs da Liga Nacional de Basquete da Austrália (NBL) e, possivelmente, da NBA, em algum momento no futuro.

### Denominações do campeonato ao longo dos anos
- Copa Intercontinental FIBA (Campeonato Mundial Interclubes de Basquete): (1966–1972)
- Copa Intercontinental FIBA "William Jones (Campeonato Mundial Interclubes de Basquete)": (1973–1980)
- Campeonato Mundial entre Campeões de Clubes FIBA "William Jones" / "Mundial de Clubes / Copa do Mundo de Clubes": (1981)
- Copa Intercontinental FIBA "William Jones" (Campeonato Mundial Interclubes de Basquete): (1982–1984)
- Campeonato Mundial entre Campeões de Clubes FIBA "William Jones" / "Mundial de Clubes / Copa do Mundo de Clubes": (1985–1987)
- Copa Intercontinental FIBA "William Jones" (World Cup): (1996)
- Copa Intercontinental FIBA (Campeonato Mundial Interclubes de Basquete): (2013–presente)

## Campeões

### Títulos por equipe
| Clube                 | Títulos                           | Vices                       |
| --------------------- | --------------------------------- | --------------------------- |
| Real Madrid           | 5 (1976, 1977, 1978, 1981 e 2015) | 2 (1968 e 1970)             |
| Varese                | 3 (1966, 1970 e 1973)             | 4 (1967, 1974, 1976 e 1977) |
| Akron Wingfoots       | 3 (1967, 1968 e 1969)             | —                           |
| Tenerife              | 3 (2017, 2020 e 2023)             | —                           |
| Cantù                 | 2 (1975 e 1982)                   | 1 (1983)                    |
| Flamengo              | 2 (2014 e 2022)                   | 1 (2019)                    |
| Sírio                 | 1 (1979)                          | 2 (1973 e 1981)             |
| Obras Sanitarias      | 1 (1983)                          | 2 (1978 e 1984)             |
| Franca                | 1 (2023.II)                       | 2 (1975 e 1980)             |
| Maccabi Tel Aviv      | 1 (1980)                          | 1 (2014)                    |
| Barcelona             | 1 (1985)                          | 1 (1987)                    |
| Guaros de Lara        | 1 (2016)                          | 1 (2017)                    |
| San Pablo Burgos      | 1 (2021)                          | 1 (2022)                    |
| Maryland Terrapins    | 1 (1974)                          | —                           |
| Virtus Roma           | 1 (1984)                          | —                           |
| Žalgiris Kaunas       | 1 (1986)                          | —                           |
| Olimpia Milão         | 1 (1987)                          | —                           |
| Panathinaikos         | 1 (1996)                          | —                           |
| Olympiacos            | 1 (2013)                          | —                           |
| AEK                   | 1 (2019)                          | —                           |
| Corinthians           | —                                 | 1 (1966)                    |
| Brno                  | —                                 | 1 (1969)                    |
| Bosna                 | —                                 | 1 (1979)                    |
| Den Bosch EBBC        | —                                 | 1 (1982)                    |
| Ferro Carril          | —                                 | 1 (1986)                    |
| Monte Líbano          | —                                 | 1 (1985)                    |
| Olimpia Venado Tuerto | —                                 | 1 (1996)                    |
| Pinheiros             | —                                 | 1 (2013)                    |
| Bauru                 | —                                 | 1 (2015)                    |
| Fraport Skyliners     | —                                 | 1 (2016)                    |
| Virtus Bologna        | —                                 | 1 (2020)                    |
| Quimsa                | —                                 | 1 (2021)                    |
| São Paulo             | —                                 | 1 (2023)                    |
| Telekom Baskets Bonn  | —                                 | 1 (2023.II)                 |

### Títulos por país
| País            | Títulos | Vices |
| --------------- | ------- | ----- |
| Espanha         | 10      | 4     |
| Itália          | 7       | 6     |
| Brasil          | 4       | 10    |
| Estados Unidos  | 4       | 0     |
| Grécia          | 3       | 0     |
| Argentina       | 1       | 5     |
| Israel          | 1       | 1     |
| Venezuela       | 1       | 1     |
| Alemanha        | 0       | 2     |
| União Soviética | 1       | 0     |
| Iugoslávia      | 0       | 1     |
| Países Baixos   | 0       | 1     |
| Tchecoslováquia | 0       | 1     |

- A edição especial de 1972, realizada entre seleções, não está inclusa.

## Cestinhas
O brasileiro Wlamir Marques detém o recorde de mais pontos marcados em um único jogo, quando marcou 51 pontos no torneio teste de 1965. O iugoslavo-croata Dražen Petrović foi cestinha do torneio três vezes, um recorde. As nacionalidades dos jogadores na tabela a seguir são mostradas por time nacional.

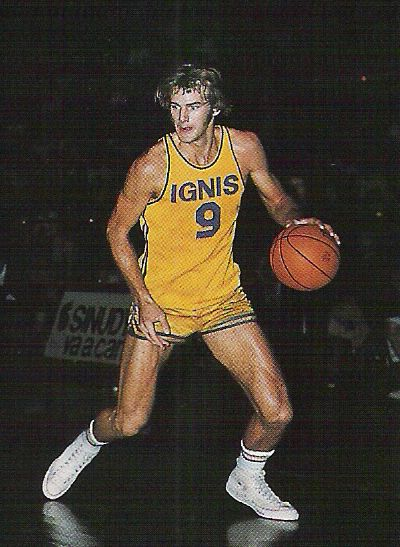
O estadunidense Bob Morse foi o cestinha da edições de 1973 e 1976.

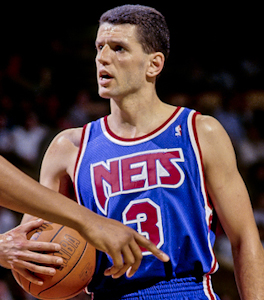
O iugoslavo-croata Dražen Petrović foi o cestinha da edições de 1985, 1986 e 1987.

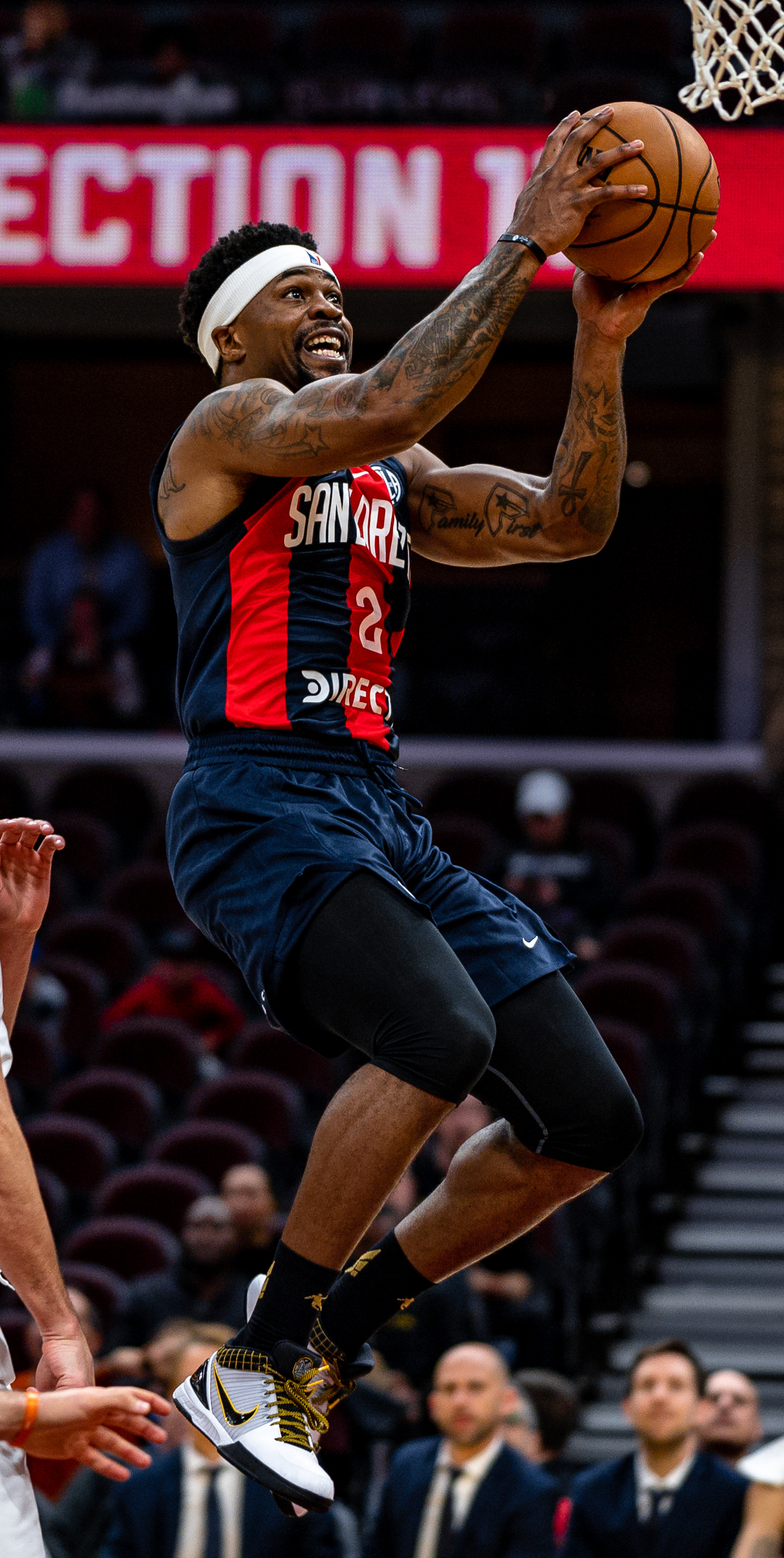
O estadunidense-jordaniano Dar Tucker foi o cestinha da edições de 2019 e 2020.

| Ano       | Nome(s)                        | Clube(s)                      | Pontos | Ref.                        |
| --------- | ------------------------------ | ----------------------------- | ------ | --------------------------- |
| 1965      | Wlamir Marques                 | Corinthians                   | 51     | [ 8 ] [ 9 ]                 |
| 1966      | Clifford Luyk                  | Real Madrid                   | 38     | [ 10 ] [ 11 ]               |
| 1967      | Steve Chubin                   | Simmental Milano              | 79     | [ 12 ] [ 13 ]               |
| 1968      | Miles Aiken                    | Real Madrid                   | 53     | [ 14 ] [ 15 ]               |
| 1969      | Jan Bobrovský                  | Spartak ZJŠ Brno              |        | [ 16 ] [ 17 ]               |
| 1970      | Jiří Zídek Sr.                 | Slavia VŠ Praha               | 125    | [ 18 ] [ 19 ]               |
| 1972      | Robertão                       | Brasil                        |        | [ 20 ]                      |
| 1973      | Bob Morse                      | Ignis Varese                  | 103    | [ 21 ] [ 22 ]               |
| 1974      | Walt Szczerbiak                | Real Madrid                   |        | [ 23 ] [ 24 ]               |
| 1975      | Wayne Brabender                | Real Madrid                   |        | [ 25 ] [ 26 ]               |
| 1976      | Bob Morse                      | Ignis Varese                  | 90     | [ 27 ] [ 28 ]               |
| 1977      | Wayne Brabender Bruce Campbell | Real Madrid Providence Friars | 141    | [ 29 ] [ 30 ]               |
| 1978      | Walt Szczerbiak                | Real Madrid                   | 114    | [ 31 ] [ 32 ]               |
| 1979      | Oscar Schmidt                  | Sírio                         | 138    | [ 33 ] [ 34 ] [ 35 ]        |
| 1980      | Miki Berkovich                 | Maccabi Elite Tel Aviv        | 94     | [ 36 ] [ 37 ]               |
| 1981      | Mirza Delibašić                | Real Madrid                   | 176    | [ 38 ] [ 39 ]               |
| 1982      | David Lawrence                 | Nashua EBBC                   | 92     | [ 40 ] [ 41 ]               |
| 1983      | Antonello Riva                 | Jollycolombani Cantù          | 158    | [ 42 ] [ 43 ]               |
| 1984      | San Epifanio                   | FC Barcelona                  | 101    | [ 44 ] [ 45 ]               |
| 1985      | Dražen Petrović                | Cibona Zagreb                 | 141    | [ 46 ] [ 47 ]               |
| 1986      | Dražen Petrović                | Cibona Zagreb                 | 120    | [ 48 ] [ 49 ] [ 50 ]        |
| 1987      | Dražen Petrović                | Cibona Zagreb                 | 175    | [ 51 ] [ 52 ]               |
| 1996      | Jorge Racca                    | Olimpia                       | 74     | [ 53 ]                      |
| 2013      | Shamell Stallworth             | Pinheiros                     | 53     | [ 54 ] [ 55 ] [ 56 ]        |
| 2014      | Jeremy Pargo                   | Maccabi Electra Tel Aviv      | 49     | [ 57 ] [ 58 ]               |
| 2015      | Rafael Hettsheimeir            | Bauru                         | 44     | [ 59 ] [ 60 ]               |
| 2016      | Zach Graham                    | Guaros de Lara                | 19     | [ 61 ] [ 62 ] [ 63 ]        |
| 2017      | Mario Little                   | Guaros de Lara                | 23     | [ 64 ] [ 65 ] [ 66 ] [ 67 ] |
| 2019      | Dar Tucker                     | San Lorenzo                   | 37     | [ 68 ]                      |
| 2020      | Dar Tucker                     | San Lorenzo                   | 38     | [ 69 ]                      |
| 2021      | Brandon Robinson               | Quimsa                        | 25     | [ 70 ]                      |
| 2022      | Luke Martínez                  | Flamengo                      | 44     | [ 71 ]                      |
| 2023 (I)  | Jarrett Culver                 | Rio Grande Valley Vipers      | 45     |                             |
| 2023 (II) | Lucas Dias                     | Franca                        | 54     | [ 72 ]                      |

## Edição extra
| Edição não oficial | Edição não oficial | Edição não oficial | Edição não oficial | Edição não oficial |
| Ano                | Sede               | Campeão            | Resultado          | Vice-campeão       |
| ------------------ | ------------------ | ------------------ | ------------------ | ------------------ |
| 1965               | São Paulo          | Corinthians        | 118 - 109          | Real Madrid        |

## McDonald's Championship
Entre 1987 e 1999, quando não houve o Mundial organizado pela FIBA, foi criado o McDonald's Championship, cujo objetivo era de resgatar uma competição a nível mundial, além de estabelecer uma aproximação da NBA com as demais ligas de basquete do mundo. O torneio era promovido pela rede de fast food McDonald's, e contava com a participação de equipes da NBA. A competição era amistosa, não sendo portanto reconhecida pela FIBA como oficial.